# Сийг, Арви Карлович
Арви Карлович Сийг (эст. Arvi Siig; 8 ноября 1938, Таллин — 23 ноября 1999, Таллин) — эстонский и советский поэт, переводчик, редактор, публицист. Лауреат Премии ЦК ЛКСМ Эстонии (1974). Заслуженный писатель Эстонской ССР (1986).

## Биография
Родился в семье медицинского работника.
В 1957—1960 учился в Таллинском педагогическом институте, в 1961—1963 годах — в Тартуском университете. С 1961 года работал в редакции молодёжного журнала.
В 1967 году был принят в члены Союзов писателей Эстонской ССР и СССР.
Был заведующим отделом поэзии в журнале «Noorus» (Молодость). Затем ему было поручено возглавить отдел эстонской прозы в издательстве «Ээсти раамат», «для налаживания процесса выхода национальной литературы». На съезде писателей Эстонии его избрали секретарём правления Союза писателей Эстонии, потом он исполнял обязанности председателя этого Союза. В последние годы работал в должности главного редактора литературно-художественного журнала «Таллинн».
С 1976 по 1989 — член КПСС. Депутат Верховного Совета Эстонской ССР 11 созыва.

## Творчество
Пришёл в поэзию в 1958 году. В 1962 году были впервые опубликованы его стихи.
Вышедшая в московском издательстве «Молодая гвардия» его первая мини-книжка переводов «Сиреневые сигналы» принесла ему неожиданную известность и привлекла огромное внимание в литературных кругах. Его стихи стали переводить такие корифеи русской поэзии, как Евгений Евтушенко, Римма Казакова, Лев Озеров, Вячеслав Куприянов и многие другие. Его стихи отдельными сборниками издавались на украинском, польском, армянском и других языках.
Арви Сийг переводил английскую, испанскую и русскую поэзию на эстонский язык. Благодаря его усилиям в издательстве «Ээсти раамат» вышла целая серия сборников, знакомивших эстонских читателей с современной русской поэзией. Но вершиной своей переводческой деятельности он считал переводы В. Маяковского.
Отдал поэзии 40 лет своей жизни.

## Избранные произведения
Автор сборников стихов «Соло на трубе» (1962), «Репортер с кинокамерой стиха» (1966), «Разбившаяся поэма» (1971), «Созвездие тишины» (1973), «Переломная пора» (1976), «Радиус слышимости» (1978).
- «Trompetisoolo» 1962
- «Reporter värsikaameraga» 1966
- «(P)äikesevõimalused» 1968
- «Sinine ateljee» 1969
- «Purunenud poeem» 1971
- «Vaikuse tähtkuju» 1973
- «Murdeajastu» 1976
- «Monumendid» 1977
- «Kuuldekaugus» 1978
- «Epigrammofon» 1980
- «Püha argipäev» 1983
- «Jah. Lehti aastaist 1962-82» (valikkogu) 1985
- «Tagasiside» 1987
- «Valguse nimi» 1993
- «Neoon kangialuste kohal» 2007

Похоронен на Александро-Невском кладбище Таллина.